# Felipe Gallegos
Luis Felipe Gallegos Leiva (ur. 3 grudnia 1991 w Copiapó) – chilijski piłkarz pochodzenia włoskiego występujący na pozycji środkowego, defensywnego lub ofensywnego pomocnika, od 2024 roku zawodnik nowozelandzkiego Auckland FC.

## Kariera klubowa
Gallegos pochodzi z miejscowości Copiapó w regionie Atakama, skąd jako dwunastolatek przeniósł się do stołecznego Santiago, dołączając do akademii juniorskiej krajowego giganta – Club Universidad de Chile. Jako jeden z najzdolniejszych wychowanków, w wieku osiemnastu lat został włączony do pierwszej drużyny przez urugwajskiego szkoleniowca Gerardo Pelusso i w chilijskiej Primera División zadebiutował 14 lipca 2010 w zremisowanym 3:3 spotkaniu z O’Higgins. Premierowego gola w najwyższej klasie rozgrywkowej strzelił natomiast 15 sierpnia tego samego roku w wygranej 5:1 konfrontacji z Evertonem. Sukcesy zaczął jednak osiągać dopiero kilka miesięcy później, po przyjściu do drużyny trenera Jorge Sampaolego. W wiosennym sezonie Apertura 2011 zdobył z Universidadem mistrzostwo Chile i osiągnięcie to powtórzył również po upływie pół roku, w jesiennym sezonie Clausura 2011. W tym samym roku triumfował również w kontynentalnym turnieju Copa Sudamericana. W sezonie Apertura 2012 zdobył z ekipą Sampaolego trzeci z rzędu tytuł mistrza Chile; przez cały pobyt w Universidadzie nie potrafił jednak sprostać wysokim oczekiwaniom i pełnił głównie rolę rezerwowego dla niekwestionowanej gwiazdy ekipy – Eduardo Vargasa.
Latem 2012 Gallegos został wypożyczony do niemieckiego drugoligowca – stołecznego 1. FC Union Berlin, w celu zastąpienia w nim sprzedanego Chinedu Ede. Już we wrześniu – po zanotowaniu zaledwie trzech występów – na jednym z treningów niefortunnie złamał kość śródstopia, wobec czego musiał pauzować przez następne sześć miesięcy. Po powrocie do zdrowia ani razu nie pojawił się już na boisku w barwach Unionu, grając już tylko w czwartoligowych rezerwach berlińskiej drużyny (która zajęła ostatecznie siódme miejsce w tabeli). We wrześniu 2013 wyjechał do Hiszpanii, podpisując umowę z tamtejszym drugoligowym zespołem Recreativo Huelva, do którego dołączył jako następca Alexandra Szymanowskiego. W andaluzyjskim klubie spędził rok bez większych osiągnięć, przeważnie pełniąc rolę rezerwowego zawodnika i uplasował się z nim na ósmej lokacie w tabeli.
W lipcu 2014 Gallegos przeszedł do meksykańskiego drugoligowca Club Necaxa z miasta Aguascalientes. Tam szybko wywalczył sobie pewną pozycję w formacji ofensywnej i już w pierwszym, jesiennym sezonie Apertura 2014 triumfował z zespołem w rozgrywkach Ascenso MX, co wobec porażki w decydującym o promocji dwumeczu nie zaowocowało jednak awansem na najwyższy szczebel. Już kilkanaście miesięcy później postawiony przed drużyną cel udało się jednak osiągnąć – po triumfie w wiosennym sezonie Clausura 2016 zawodnicy Necaxy wywalczyli promocję do pierwszej ligi, równocześnie docierając również do finału pucharu Meksyku – Copa MX. On sam jako jedna z gwiazd drużyny pozostał w Necaxie, w Liga MX debiutując 16 lipca 2016 w zremisowanym 0:0 meczu z Cruz Azul. Po raz pierwszy wpisał się natomiast na listę strzelców 20 sierpnia tego samego roku w zremisowanym 1:1 pojedynku z Tijuaną.

## Kariera reprezentacyjna
W styczniu 2011 Gallegos został powołany przez Césara Vaccię do reprezentacji Chile U-20 na Mistrzostwa Ameryki Południowej U-20. Na peruwiańskich boiskach pełnił rolę podstawowego gracza swojej kadry i rozegrał siedem z dziewięciu możliwych spotkań (wszystkie w wyjściowym składzie), trzykrotnie wpisując się na listę strzelców – w pierwszej rundzie z Wenezuelą (3:1) oraz w rundzie finałowej z Argentyną (2:3) i Kolumbią (3:1). Chilijczycy zajęli ostatecznie piąte miejsce w turnieju i nie zdołali zakwalifikować się na Mistrzostwa Świata U-20 w Kolumbii.

## Statystyki kariery
| U de Chile        | 2010      | Chile     | Primera División | 12  | 2  | —  | —       | —       | — | —  | 12  | 2  |
| U de Chile        | 2011      | Chile     | Primera División | 22  | 3  | —  | —       | CS      | 3 | 0  | 25  | 3  |
| U de Chile        | 2012      | Chile     | Primera División | 14  | 3  | —  | —       | CL      | 3 | 0  | 17  | 3  |
| Union Berlin      | 2012–2013 | Niemcy    | 2. Bundesliga    | 2   | 0  | 1  | 0       | —       | — | —  | 3   | 0  |
| U de Chile        | 2013–2014 | Chile     | Primera División | 0   | 0  | 3  | 0       | —       | — | —  | 3   | 0  |
| Recreativo Huelva | 2013–2014 | Hiszpania | Segunda División | 20  | 0  | 3  | 0       | —       | — | —  | 23  | 0  |
| Necaxa            | 2014–2015 | Meksyk    | Ascenso MX       | 31  | 1  | 9  | 2       | —       | — | —  | 40  | 3  |
| Necaxa            | 2015–2016 | Meksyk    | Ascenso MX       | 36  | 4  | 7  | 1       | —       | — | —  | 43  | 5  |
| Necaxa            | 2016–2017 | Meksyk    | Liga MX          | 0   | 0  | —  | —       | —       | — | —  | 0   | 0  |
| Ogółem            |           |           |                  |     |    |    |         |         |   |    |     |    |
| Chile             | Chile     | Chile     | 48               | 8   | 3  | 0  | CS + CL | 6       | 0 | 57 | 8   |    |
| Niemcy            | Niemcy    | Niemcy    | 2                | 0   | 1  | 0  | —       | —       | — | 3  | 0   |    |
| Hiszpania         | Hiszpania | Hiszpania | 20               | 0   | 3  | 0  | —       | —       | — | 23 | 0   |    |
| Meksyk            | Meksyk    | Meksyk    | 67               | 5   | 16 | 3  | —       | —       | — | 83 | 8   |    |
| Ogółem            | Ogółem    | Ogółem    | Ogółem           | 137 | 13 | 23 | 3       | CS + CL | 6 | 0  | 166 | 16 |

- CS – Copa Sudamericana
- CL – Copa Libertadores